# Saadat Hassan Manto
Saadat Hassan Manto (Urdu: سعادت حسن منٹو; Saʿādat Ḥasan Maṅṫō; ur. 11 maja 1912 w Samarli k. Ludhijany, zm. 18 stycznia 1955 w Lahaur) – pakistański pisarz.

## Życiorys
Manto urodził się w rodzinie muzułmańskiej w indyjskiej Samrali. Uznawany jest za jedną z najważniejszych postaci w historii literatury urdu i w historii całego subkontynentu indyjskiego, przede wszystkim ze względu na tematykę i język swoich utworów. Wielokrotnie wzbudzał kontrowersje – 6 razy stawał przed sądem po tym, jak postawiono mu zarzut obsceniczności. W 1937 roku zamieszkał w Bombaju, gdzie pracował w redakcji tygodnika filmowego Musawwir. Należy wciąż do najbardziej poczytnych pisarzy w Bangladeszu, Indiach i Pakistanie, łącząc to, co w 1947 roku uległo rozbiciu. 

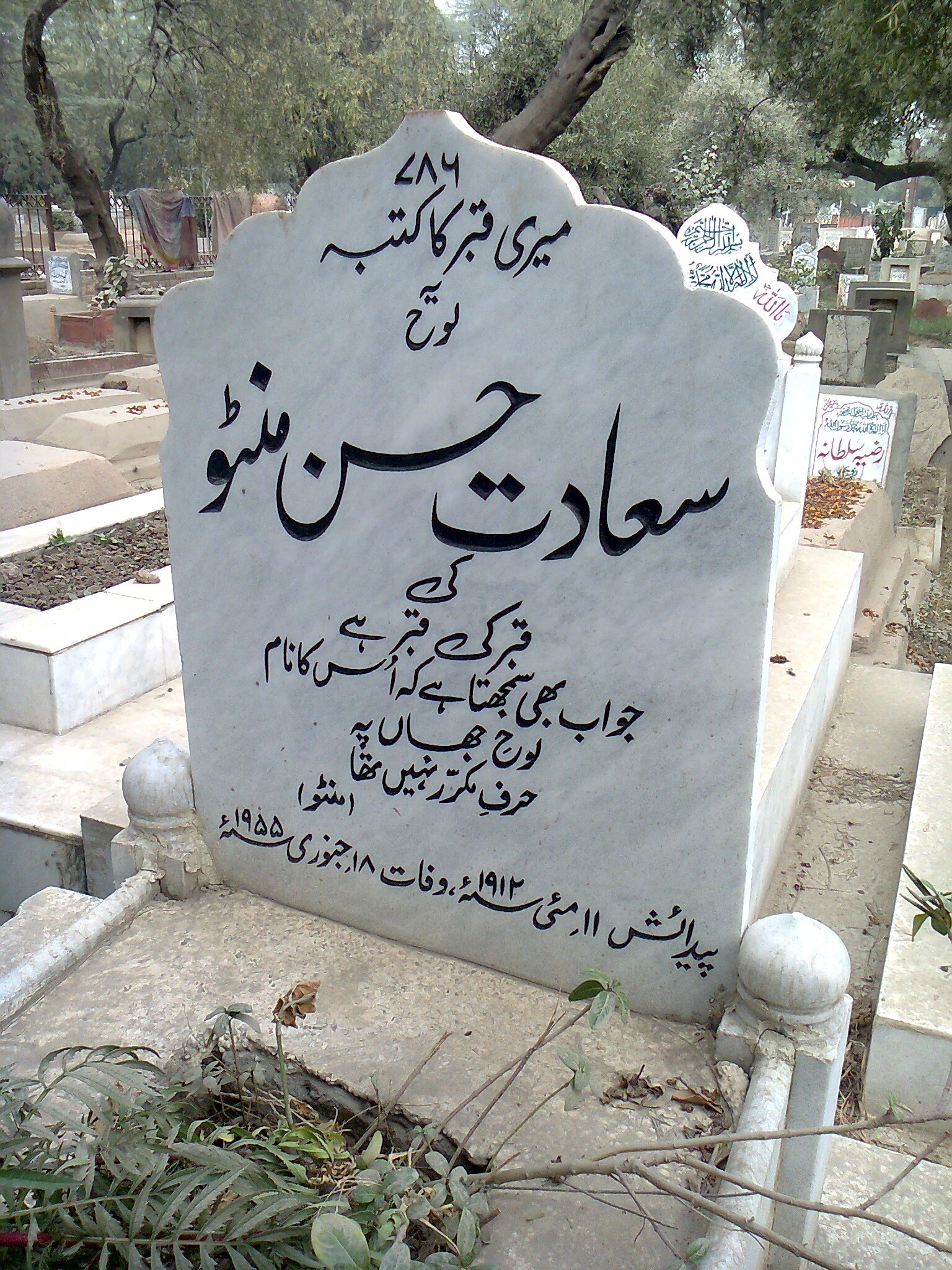
Nagrobek pisarza na cmentarzu Miani Sahab w Lahore

Po podziale Indii zamieszkał w Pakistanie, gdzie zmarł 18 stycznia 1955 roku z powodu powikłań wywołanych jego uzależnieniem od alkoholu. Został pochowany na cmentarzu Miani Sahab w Lahore. Pół roku przed śmiercią pisarz napisał epitafium, które chciał aby umieszczono na jego grobie. Można je przetłumaczyć: "Tu spoczywa Saadat Hasan Manto, a wraz z nim zostały pochowane wszystkie sekrety i tajemnice sztuki pisania. Leży pod ziemią, wciąż zastanawiając się, kto jest największym pisarzem historii – Bóg czy on". Rodzina nie umieściła jednak na jego grobie inny tekst  To epitafium należy do grobu Sa'adata Hasana Manto, który wciąż wierzy, że jego imię nie było tylko kolejnym napisem na tabliczce życia.
W 1939 roku ożenił się z Safią. Mieli trzy córki.

## Twórczość
W latach dwudziestych XX wieku zajmował się tłumaczeniem na urdu rosyjskich, francuskich i angielskich opowiadań. Przetłumaczył m.in. Ostatni dzień skazańca Wiktora Hugo,
Do jego najważniejszych utworów należą Khol Do (کھول دو ; Otwórz), Thanda Gosht (ٹھنڈا گوشت ; Zimne ciało), Bu (بو ; Zapach) oraz Toba Tek Singh (ٹوبہ ٹیک سنگھ). Jako że sam był świadkiem podziału Indii w 1947 roku, jego twórczość wielokrotnie dotykała tej tematyki. Oprócz opowiadań, Manto pisał również dramaty, scenariusze do All India Radio oraz artykuły do gazet. Prowadził stałą kolumnę w Chasm-e-Rozan. Żaden z utworów Manto nie był do tej pory tłumaczony na język polski.

## Upamiętnienie
- W 2013 roku jego wnuczka Ayesha Jalal napisała The Pity of Partition : Manto's Life, Times, and Work across the India-Pakistan Divide ( Szkoda podziału: życie Manto, jego praca na rzecz podziału Indie-Pakistan)[9].
- W 2018 roku miała miejsce premiera filmu Manto. Reżyserem filmu i autorem scenariusza była Nandita Das[10].